# Estació de la Salut
La Salut és una estació de la línia 10 Nord del metro de Barcelona. Dona servei al municipi de Badalona. L'estació dona servei al barri de la Salut mitjançant quatre accessos, dos al carrer de Joan Valera, un al carrer de Salvador Seguí i un a l'avinguda del Marquès de Sant Mori. L'estació està dotada d'ascensors i escales mecàniques.
La previsió inicial era obrir l'estació l'any 2004 i posteriorment l'any 2008. però donats els contratemps no es va posar en funcionament fins al 18 d'abril del 2010.
| Metro de Barcelona     |        |       |      |                        |
| Procedència/Destinació | <      | Línia | >    | Procedència/Destinació |
| La Sagrera             | Llefià |       | Gorg | Gorg                   |
| Projectat              |        |       |      |                        |
| Pratenc                | Llefià |       | Gorg | Gorg                   |

## Accessos
- Carrer de Salvador Seguí
- Avinguda del Marquès de Sant Mori
- Carrer de Juan Valera (amb carrer d'Austràlia)
- Carrer de Juan Valera (amb l'avinguda del Marquès de Sant Mori)

## Galeria

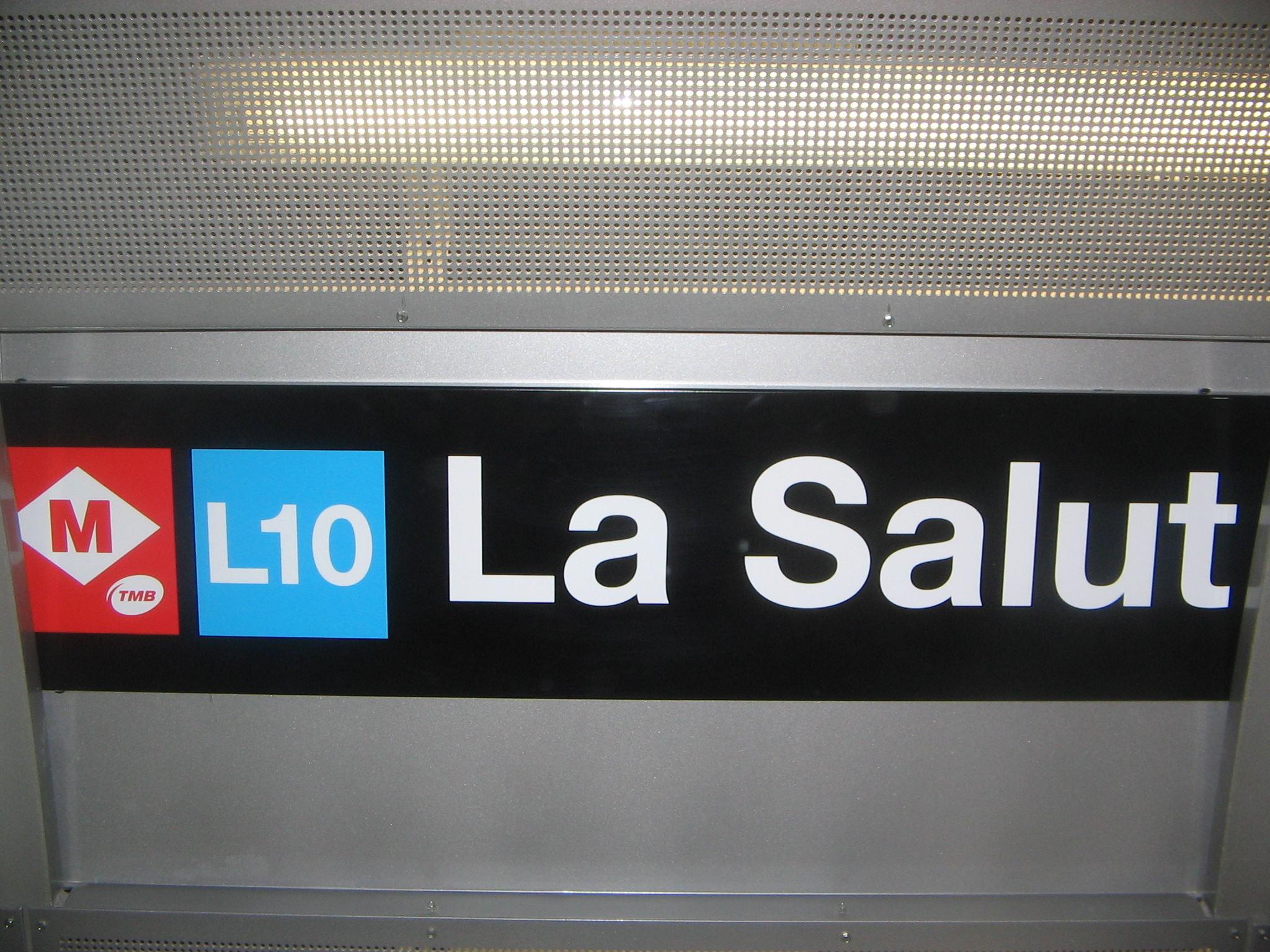
Un dels rètols situats a l'andana
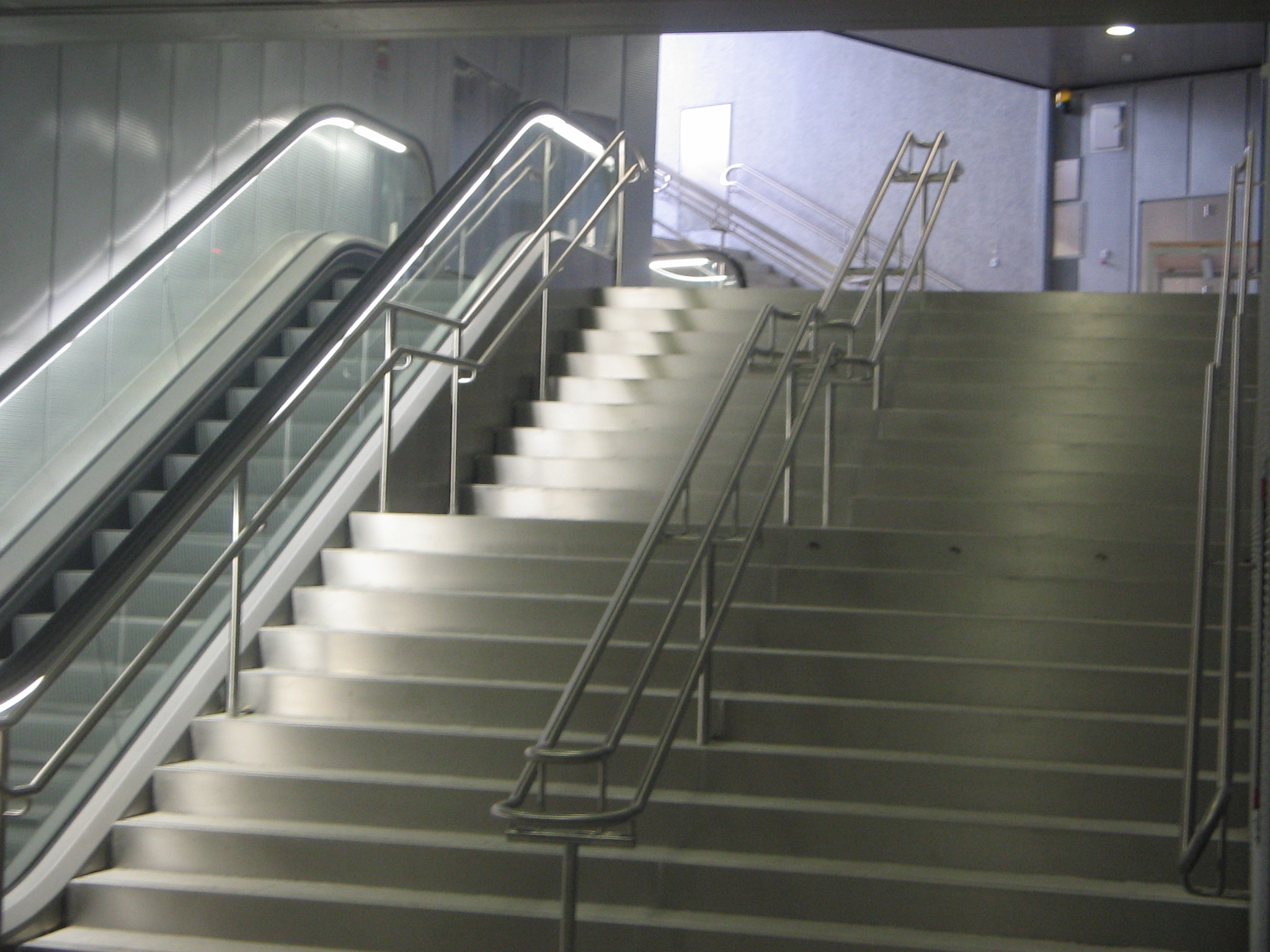
Accés a l'estació des del carrer.
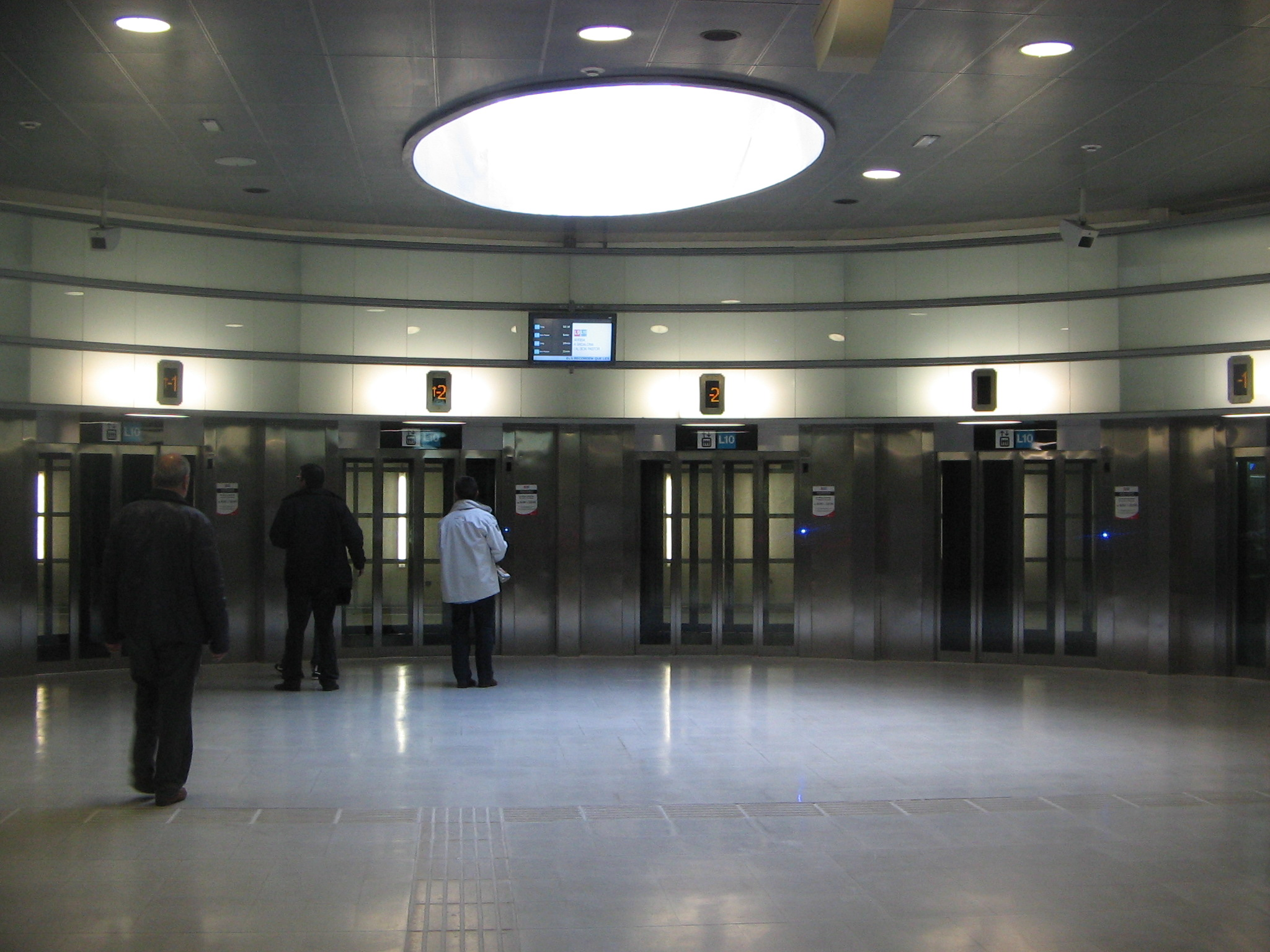
Accés a la preandana des del ascensors de gran capacitat.